# Головний ворог
Головний ворог (англ. A Matter of Justice) — американсько-канадський трилер 2011 року.

## Сюжет
Дев'ять років тому Волтер Карл був звинувачений у жорстокому вбивстві одинадцятирічної Енні Гордон і засуджений до сімнадцяти років в'язниці. Відсидівши дев'ять з них, він вийшов за зразкову поведінку. Волтер щиро розкаявся в скоєному, але відразу ж був зустрінутий негативним ставленням до себе з боку буквально усіх жителів міста. Громадяни побоюються, що він знову почне полювати на невинних дітей. Незабаром Волтер звертає увагу на чоловіка, який з якоюсь особливою ненавистю дивиться в його сторону. Цю людину звуть Лео Ібіца. Волтер йде до нього додому, щоб розповісти про те, що змінився, але замість розмови отримує кулю. Волтер потрапляє в лікарню, а Лео — в тюрму. Незабаром зникає дочка Лео, а Волтер стає головним підозрюваним. Щоб очистити своє ім'я, він вирішує почати власне розслідування. Але через деякий час стає ясно, що єдиною людиною, яка здатна допомогти, є сам Лео. Тому Волтер вносить за нього заставу і пропонує свою допомогу в тому, щоб якомога швидше знайти його дочку.

## У ролях
| Актор           | Роль             |
| --------------- | ---------------- |
| Майкл Медсен    | Лео Ібіца        |
| Рейчел Гантер   | Ніколь Ібіца     |
| Лазар Роквуд    | Волтер Карл      |
| Тоні Пірс       | Вернон Лестер    |
| Дженніфер Дейл  | Люсі Лестер      |
| Крістал Дога    | Жаклін Ібіца     |
| Клевіс Дога     | Крістофер Ібіца  |
| Луїз Нолан      | детектив Марко   |
| Ельза Дуба      | Енні Гордон      |
| Ентоні Алвіано  | Гарольд Коен     |
| Ентоні Моррісон | детектив Робертс |
| Роберт Петро    | Пітер Лестер     |